# Passeport tanzanien
Le passeport tanzanien est un document de voyage international délivré aux ressortissants tanzaniens, et qui peut aussi servir de preuve de la citoyenneté tanzanienne. 